# Pa to ta na kako?
Pa to ta na kako? är en låt skriven av den finlandssvenska gruppen Kaj som utgavs 2015. Musiken är producerad i samarbete med Janne Hyöty, som tidigare skrivit hits för den japanska marknaden . Den finns med på albumet Kom ti byin från 2016. Låtens tema är en farmor som trugar toscakaka och "sju sorter på ett fat". Gruppen beskriver musiken som KAJ-pop, inspirerad av koreansk K-pop och japansk J-pop. Musikvideon har setts över en miljon gånger.

## Historik
När Vasabladets kulturchef Patrik Back listade Kajs bästa låtar inför deras deltagande i Melodifestivalen 2025 placerade han "Pa to ta na kako?" på första plats (före "Taco hej").

## Musikvideon och handlingen
I början av musikvideon avbildas en stuga i traditionell rödfärg. Stugan bebos av ett äldre par. Farfadern läser byanytt i gungstolen, medan farmodern justerar porträtten av barnbarnen och förbereder dessas besök genom att tillreda bakverk, med gammalmodig svensk musik i bakgrunden. Hon lägger i tre dammsugare i en mikrovågsugn. Den roterande skivan i mikrovågsugnen förbyts då i en roterande scen på vilken gruppen uppträder. Kevin Holmström i blått hår, Axel Åhman i illrött och Jakob Norrgård i blonderat hår. 
Dansscener i J-pop-stil varvas av farmor som trugar bakverk i barnbarnen, som kräks ("kjöijjis") i servetten. Farfar äter så mycket att han måste behandlas med defibrillator, men klarar sig. 
Handlingen avslutas i det att dammsugarna exploderar i mikrovågsugnen och den gammaldags musiken återkommer. Musiken är gruppens egen sång Polka på Pittjärv paviljongen.
Filmen är producerad av Kaj och produktionsbilaget Eva Lingon. Gruppen byggde själv inspelningsstudion som talkoarbete inklusive svetsning (Kevin) och tapetsering (Axel, Jakob). Inspelningen av filmen räckte tre dagar.

## Dialektala ord och uttryck
Uttrycket Pa to ta na kako? är Vörådialekt och en klassiker på släktkalas. Det betyder Brukar du ta kaka? eller Vill du ta kaka?
Verbet "pa" motsvaras enligt Ordbok över Finlands svenska folkmål av högsvenskans "pläga" och har förutöver i svenska Österbotten tidigare förekommit även i Nagu och Pargas.
Tidningen Nya Ålands recensent valde att kommentera dialekten genom att påtala att refrängens ”Om to tar myttjy kako kanski to tar påtår tå me? Om to tar påtår så ta en beta teel!” kan översättas till ”Om du tar mycket kaka kanske du tar påtår också? Om du tar påtår så ta en bit till!”.
I låttexten ingår ord som är uttalsvarianter snarlika högsvenska uttryck (vita åv e för visste av det, tjängin för käringen, bånbån för barnbarn och blåomo för blommig), men även mer krävande ord (tid för dit, vari för blivit, enligt högsv. varda, elo för eller och uttrycket arma raati för stackars usling).

### Språkvetenskaplig analys
Låtens dialektala särdrag analyseras i Språkbruk (en populärvetenskaplig webbtidskrift om språk utgiven av Institutet för de inhemska språken) av Martin Persson, doktorand i nordiska språk vid Stockholms universitet:
- Vikingatida diftonger: Efter 100 liter bulladeig / känder faffa se na liti seig (’Efter hundra liter bulldeg känner farfar sig lite seg’)
- Övriga primära diftonger: Tå do kjöijjis i servettin (’Då du ulkar i servetten’)
- En supinumform av det i standardsvenskan ålderdomliga verbet 'varda' (bliva, ty. 'werden'): Du ha vaari mager kan on sej (’Du har blivit mager, kan hon säga’)
- Användning av bestämd form i partitiv betydelse (dvs. när det är tal om en obestämd mängd av något): E va pajjan överallt ('Det var pajer överallt')
- Utvidgad palatalisering (förmjukning av konsonanter framför främre vokal oavsett position i ordet): Om to tar myttjy kako kanski to tar påtår tå me? (’Om du tar mycket kaka kanske du tar påtår då också?’)
- Svagt femininum: kako ('kaka')

## Bildgalleri

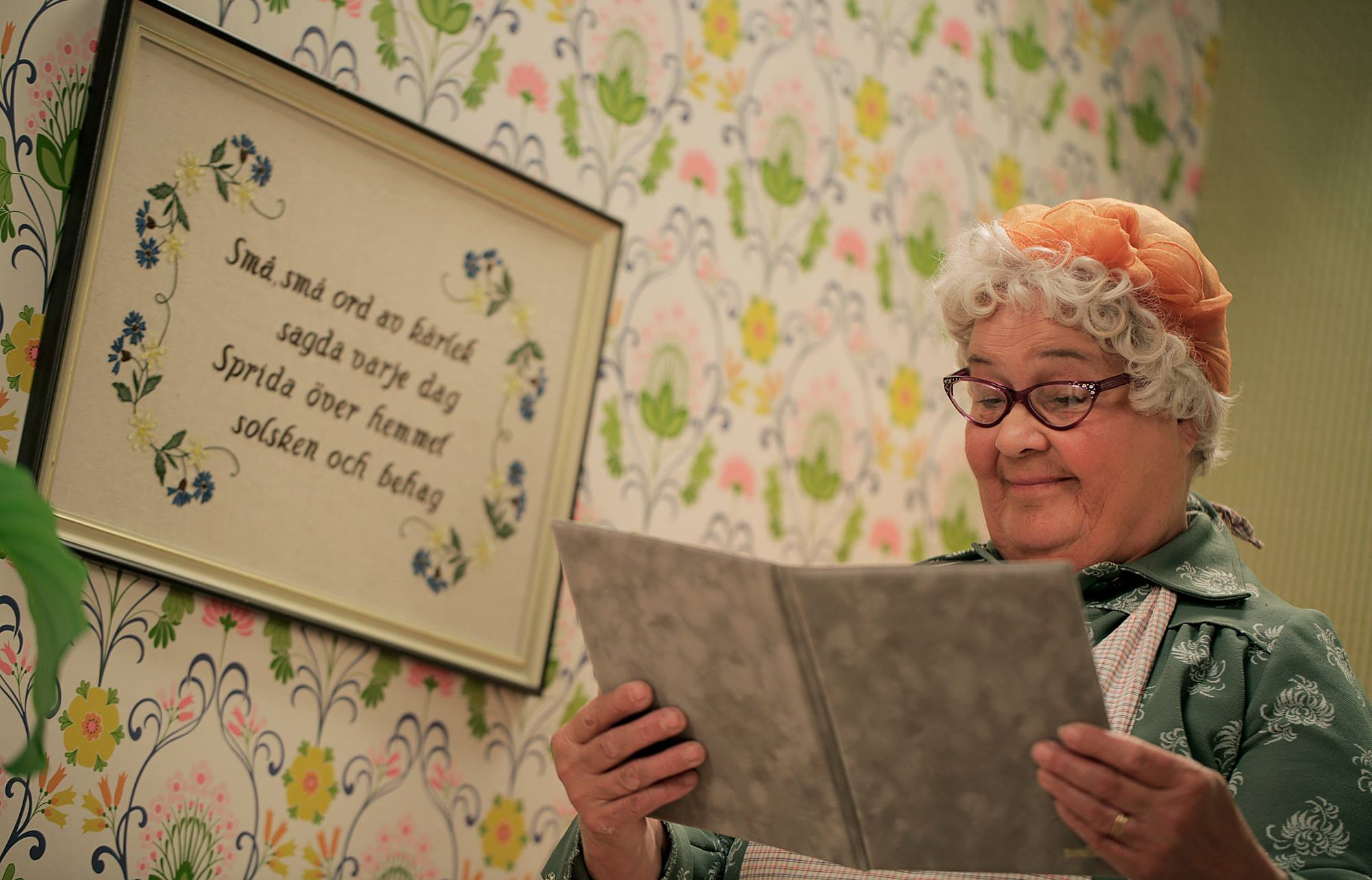
Farmodern
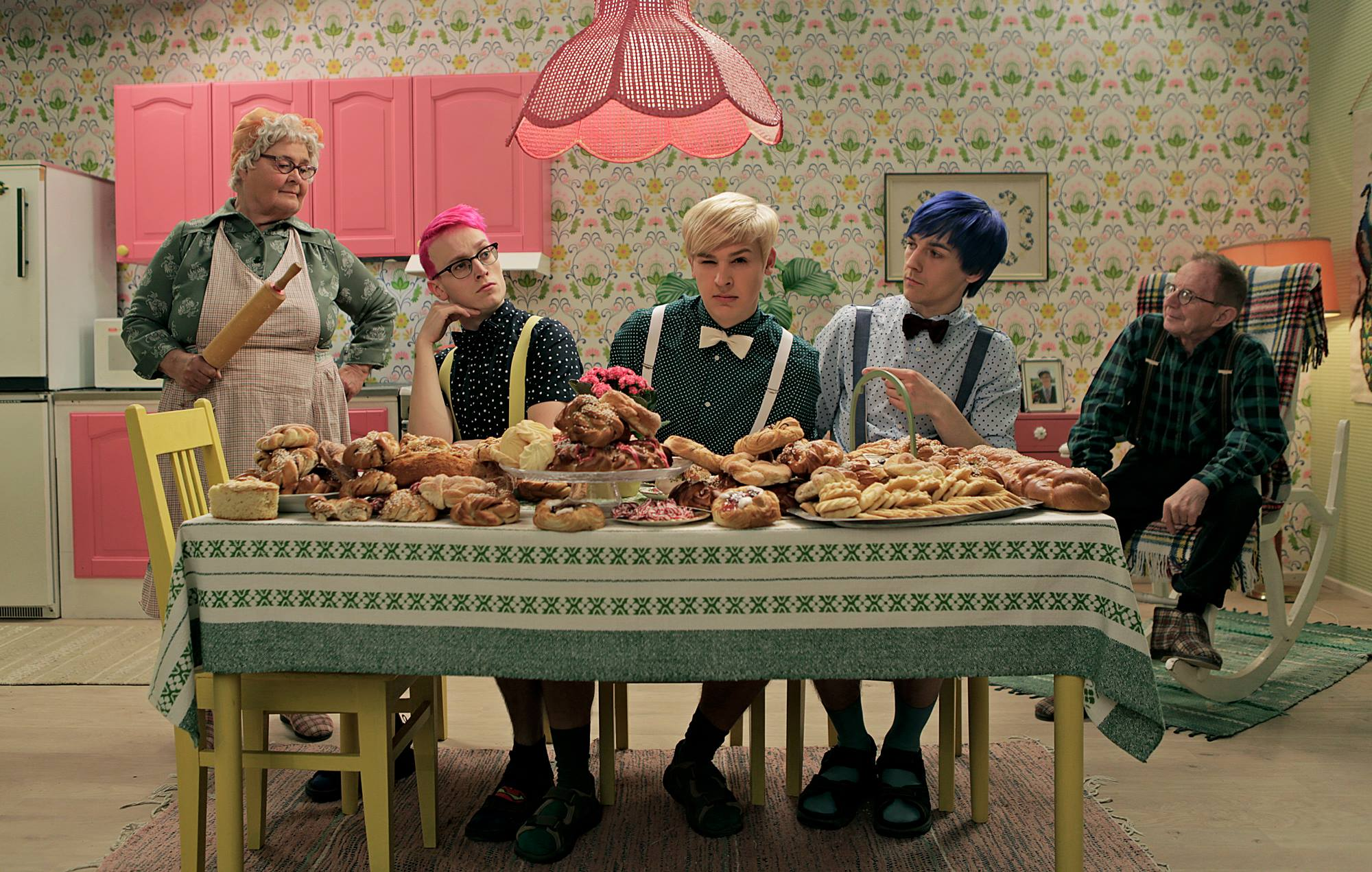
E je ba ti Ä-T-A
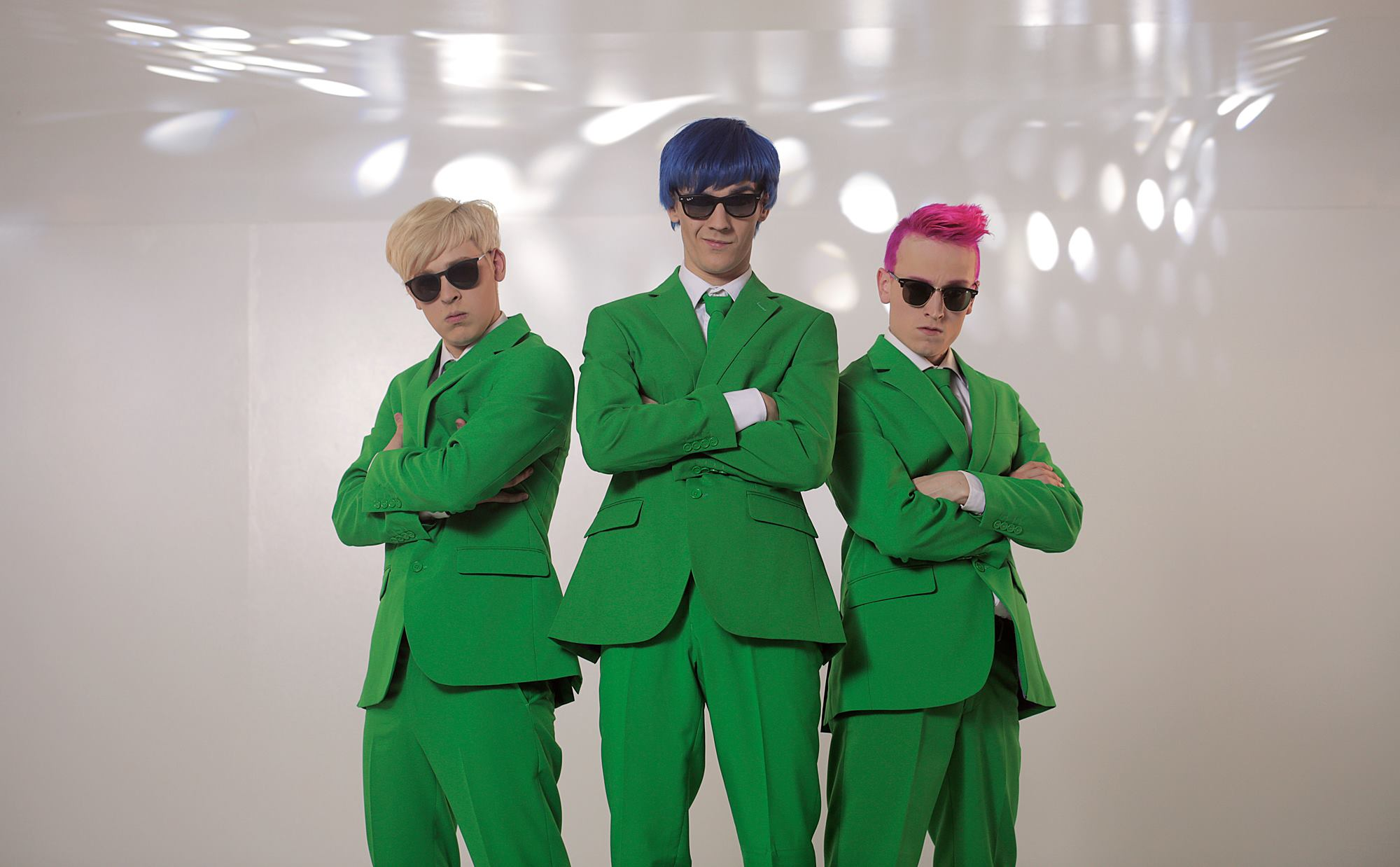
Jakob, Kevin, Axel
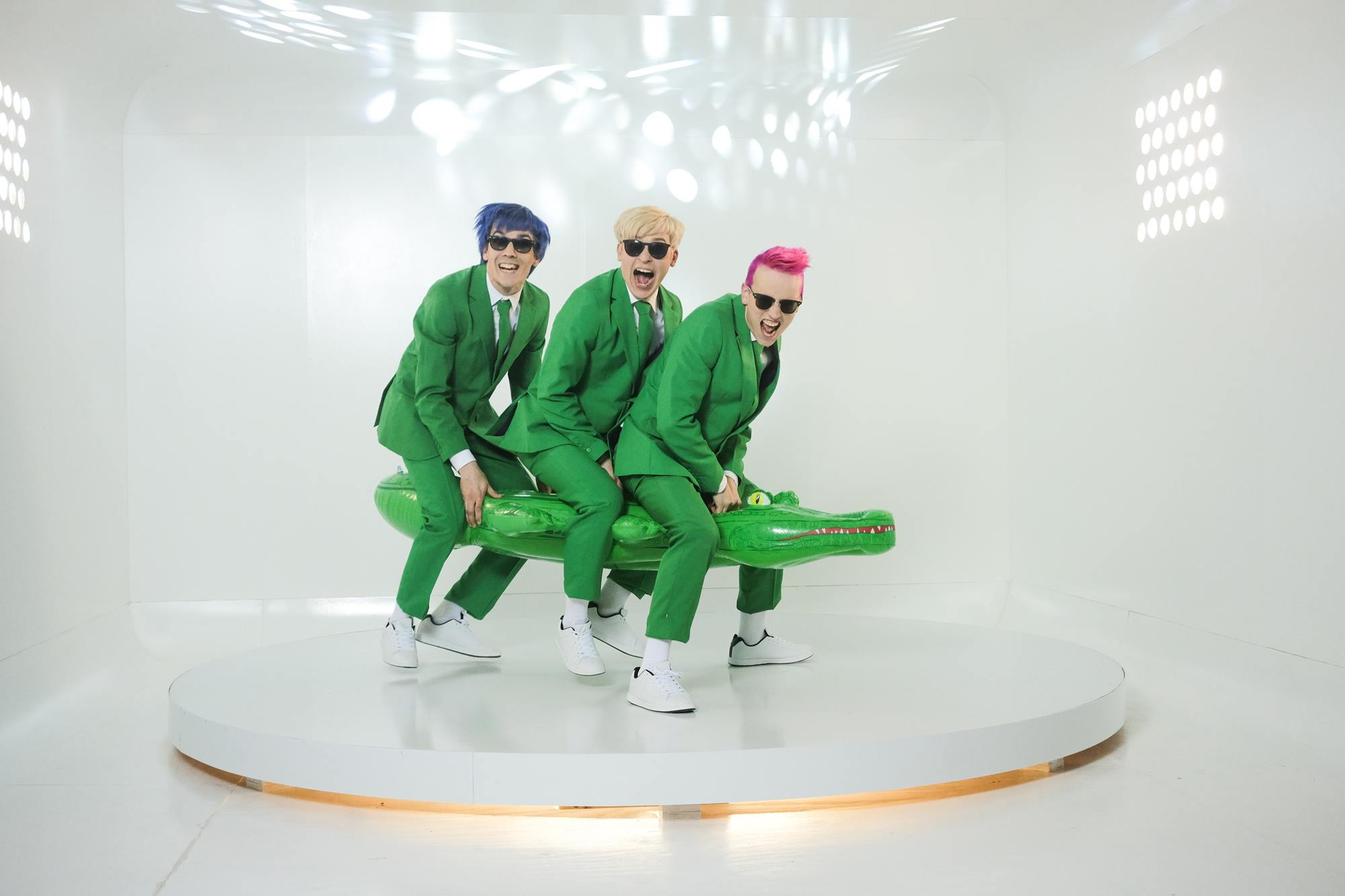
Scenen i mikrovågsugnen
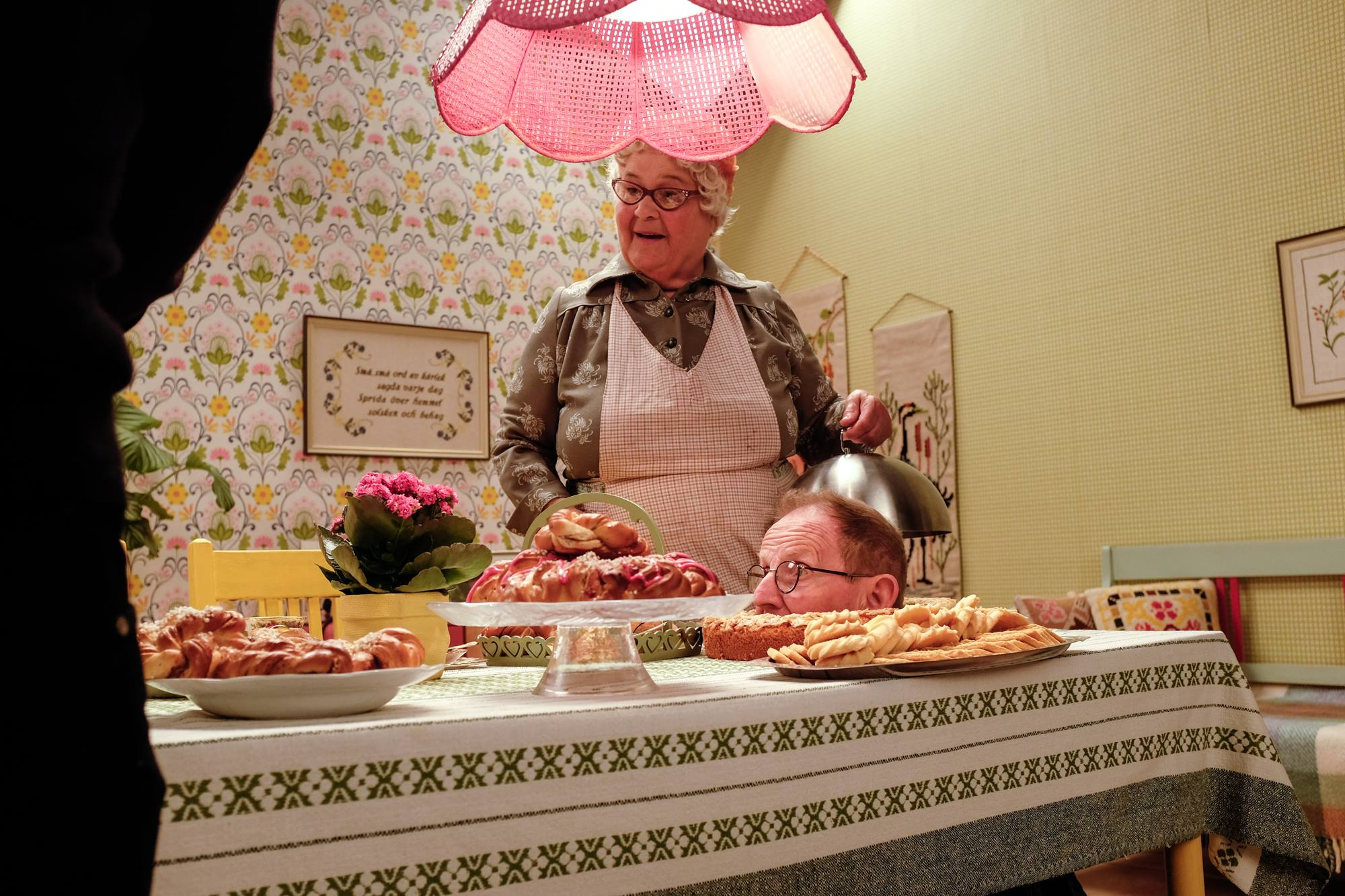
Bullar och toscakaka